# Maria Víctor Gil
Maria Víctor Gil (Barcelona, 20 de desembre de 1926 - Palau-solità i Plegamans, 17 de març de 2016) fou una atleta catalana, campiona de la Cursa Jean Bouin cinc anys seguits, del 1947 al 1951.
Formada a l'escola Cooperativa Municipal de Barcelona i, després de la Guerra Civil Espanyola, a l'Acadèmia Maragall, fou l'única noia de cinc germans, nascuda en el si d'una família força relacionada amb el món de l'esport. El seu avi fou membre fundador del diari esportiu El Mundo Deportivo, el mateix mitjà on el pare, Joan Víctor Eizaguirre, treballà tota la vida com a periodista. El seu germà, Joan Víctor, destacà durant durant la dècada del 1950 en les especialitats de 4x400 i 4x800 metres, modalitat en la qual arribà a ser campió d'Espanya.

## Biografia
Precisament el seu germà Joan, que coneixia les qualitats atlètiques de la Maria, la va inscriure a l'edició de la Cursa Jean Bouin del 1947. Maria Víctor, que passava una temporada a Mallorca, es traslladà a Barcelona dies abans de la prova i, amb 22 anys i havent fet solament una sola jornada d'entrenament, competí i guanyà per primera vegada la prova davant d'atletes molt més experimentades. Va repetir victòries a la mateixa prova els anys 1948, 1949, 1950 i 1951. Posteriorment, participà també en altres carreres i es proclamà campiona de Catalunya i Barcelona de Cros els anys 1947, 1948 i 1949. La van veure competir a altres indrets de Catalunya, com Manresa, Igualada, Súria, etc.
Al final dels anys quaranta i principis dels cinquanta, en plena postguerra, no hi havia les millors condicions per a la pràctica de l'esport i menys de competició. Això obligava al fet que l'activitat esportiva estigués supeditada a la del món laboral. Maria Víctor als 16 anys treballava al quiosc de la família, al carrer de la Diputació - passeig de Sant Joan, i després com a modista a una casa de modes.
Entrenant amb els companys i amb el seu equip de tota la vida, el Reial Club Deportiu Espanyol de Barcelona, troba el caliu necessari per gaudir dels entrenaments i la competició en el món de l'atletisme. Tot i ser especialista en cros, defensa els colors del club, sobretot en pista, en 200 metres tanques, salt d'alçada i curses de relleus, davant dels equips rivals d'aleshores, com el FC Barcelona, l'Hispanofrancès i la Joventut Atlètica Sabadell.
La seva marca als 800 metres, de 2,2 (1948), fins a finals del 1980 no va ser superada, mantenint el rècord al seu poder durant quaranta anys.
La dedicació exclusiva a la competició era impensable a calia alternar-la amb la vida laboral. Això, juntament amb la dificultat de compaginar, a més, la formació d'una família pròpia, va fer que en casar-se als 28 anys, en plenitud de facultats i preseleccionada pels Jocs Olímpics de Hèlsinki del 1952, decideix abandonar voluntàriament la carrera d'atleta per dedicar la seva atenció a la família recentment creada.
Al cap de poc de casar-se, per motius de feina del seu marit, es traslladà a viure a Palau-solità i Plegamans, on col·laborà en la seva mesura en la part esportiva. En agraïment a aquesta col·laboració esportiva, l'Ajuntament de Palau-solità i Plegamans organitza anualment durant la Festa Major una cursa que porta el nom de 'Maria Víctor'. Entre d'altres reconeixements, el pavelló municipal de la ciutat fou reanomenat Pavelló Municipal d'Esports Maria Víctor, en homenatge a les seves fites esportives.

## Palmarès
Campionat de Catalunya
- 150 metres llisos: 1947